# Life (интернет-издание)
Life (варианты: «Лайф», L!FE; ранее — LifeNews) — российское сетевое издание.

## Организация
Основателем Life является Арам Габрелянов. Генеральный директор Денис Арапов, главный редактор — Марина Фещенко. Офис-студия издания находится в Москве. Региональные редакции Life работают в городах России и странах СНГ: Санкт-Петербург, Самара, Саратов, Челябинск, Владикавказ, Екатеринбург, Краснодар, Ростов-на-Дону, Уфа, Казань, Иркутск, Новосибирск, Волгоград, Воронеж, Пермь, Красноярск, Омск, Нижний Новгород и Владивосток. С конца июля 2014 года вёл эфирное вещание в Киренске, Байкальске, Слюдянке и Усть-Ордынском (Иркутская область); Суджа (Курская область); Выкса (Нижегородская область), Шемордан (Татарстан), лицензия канала включала право на наземное эфирное вещание в семи городах с населением менее 100 тыс. человек.
31 июля 2014 года стало известно о запрете медиахолдингу News Media использовать 18 товарных знаков, в частности Life, LifeNews, «Жизнь», «Твой день» и другие. Обеспечительные меры наложены в результате судебных решений о взыскании с холдинга денежных средств, которые в 2013 году суды вынесли в пользу артистов Елены Хрулёвой (Ваенги), Валерия Меладзе, Сергея и Ирины Безруковых, их размер составляет 900 тыс. рублей плюс 60 тыс. исполнительного сбора. В News Media пояснили, что запрет касается только продажи, передачи и других подобных действий, но не ограничивает использование брендов, а в августе ограничительные меры будут отменены. 1 августа было снято ограничение на бренд LifeNews в связи с погашением задолженности в полном объёме. При этом за News Media числилась 21 задолженность, ни одна из которых погашена не была.

### Интернет-издание Life.ru
Интернет-издание LifeNews.ru было создано в сентябре 2009 года на базе информационно-развлекательного ресурса Life.ru. Одновременно с ним стартовали другие проекты холдинга News Media — LifeSports и LifeShowbiz. Изначальный формат ресурса: новостной таблоид. Контролировавшая домен Life.ru News Media имела следующих владельцев: 75 % акций через цепочку юрлиц имел закрытый фонд «Медиа+», связанный с «Национальной Медиа Группой» (НМГ) близкого к президенту РФ Владимиру Путину бизнесмена Юрия Ковальчука, 25 % контролировал гендиректор Арам Габрелянов.
Запущенный 18 апреля 2016 году Life.ru позиционировался как российский аналог Buzzfeed, также планировался переход в формат соцсети. На базе корреспондентских пунктов News Media были созданы 15 региональных версий головного сайта, размещавшего тексты на разные темы: политика, экономика, развлечения, спорт и активно использовавшего технологию прямых трансляций. Новый проект объединил прежние сайты Lifenews и Super, а также телеканал Life и радиостанцию «Life Звук». Аудиторией издания топ-менеджеры считали «ура-патриотов» и сторонников действующей политической власти, при этом размещение рекламы на сайте было незначительным из-за репутационных опасений (Brand Safety). В то же время журналисты Life.ru и «Известий» на основе инвестиций Габрелянова создали ряд проектов, ориентированных на интернет: телеграм-канал Mash, компания «Изюм» с проектом «Дружко шоу», Space, Gigarama, «Адские бабки».
22 августа 2018 года стало известно об уходе Габрелянова без объяснения причин с поста гендиректора холдинга News Media (согласно изданиям Meduza и Проект — из-за напряжённых отношений с первым заместителем администрации президента Алексеем Громовым и руководством НМГ). Одновременно новый гендиректор Анатолий Сулейманов сообщил о грядущем переформатировании Life.ru через отказ от лицензии СМИ и превращение в платформу для публикации пользовательского контента (UGC), что подразумевало плату пользователям за публикации, повторное внедрение игровой механики в виде спецпроектов по актуальной общественно-политической повестке и предоставлении площадки сторонникам различных политических взглядов. К этому моменту месячный охват сайта составлял 4,7—7,5 млн человек (в 2017 году их было 3,3—3,5 млн.), планируемые преобразования должны были расширить аудиторию Life.ru ещё на 5 млн. (менеджментом отмечалось, что перемены стали возможным только после ухода Габрелянова, придерживавшегося совершенно иной концепции развития СМИ). В то же время медиааналитик Александр Амзин счёл происходящее попыткой сэкономить, обречённой на провал из-за ужасного имиджа, качества аудитории и уже сделанного этой аудиторией выбора в пользу других экосистем.
Однако намеченный на 8 октября перезапуск не состоялся: 17 сентября Сулейманов и главный редактор Life.ru Александр Потапов объявили о своём уходе, одновременно свои проекты покинули Никита Магутин (Mash) и Рауль Смыр (LifeCorr). Арам Габрелянов вернулся в News Media в качестве гендиректора, новым главредом Life.ru стал Арсений Оганесян, до этого занимавший аналогичный пост в принадлежащих НМГ «Известиях». На следующий день уволенные вышеуказанные топ-менеджеры зарегистрировали юридическое лицо для нового проекта

### Телеканал Life (2013—2017)
Владельцем лицензии на вещание телеканала являлась компания ООО «Медиа контент», бенефициарами которой были Арам Габрелянов и нефтетрейдер «Сургутэкс».
С 15 августа 2013 года телеканал под названием LifeNews начал тестовое вещание, а со 2 сентября 2013 года — официальное вещание в сетях кабельного телевидения «Ростелеком», «ЭР-Телеком», «Акадо», «МТС». Телеканал также транслировался у операторов спутникового телевидения «Триколор ТВ» и «НТВ-Плюс». Инвестиции в проект расценивались Габреляновым в 20—30 млн долларов, одним из основных источников дохода считалась реклама. При создании телеканала Арам Габрелянов ориентировался на британский канал SkyNews, используя аналогичное оформление и похожий логотип. Инвестиции в запуск проекта составляли 20 — 30 млн долларов США.
С 1 июля 2014 года велось цифровое эфирное вещание телеканала LifeNews в Республике Крым и Севастополе в составе третьего (регионального) мультиплекса.
С 15 января 2015 года ФГУП РТРС вела цифровое эфирное вещание телеканала LifeNews в Москве и Московской области в составе «дополнительного мультиплекса» на 34 ДМВ-канале.
В 2011 году, по данным Роспечати, LifeNews являлся третьим сетевым СМИ (интернет-СМИ) по количеству ссылок на него других СМИ.
По данным информационно-аналитической системы «Медиалогия», интернет-издание LifeNews в мае 2012 года входило в тройку самых цитируемых интернет-ресурсов России.
Ежедневная аудитория информационного интернет-издания LifeNews, согласно открытой статистике «LiveInternet», в 2013 году составляла 200—250 тыс. уникальных посетителей. Большая их часть — жители России.
24 сентября 2013 года для получения эксклюзивного видеоконтента от очевидцев событий было запущено мобильное приложение LifeNews. Оно вычисляло по геолокации местонахождение пользователя и предлагало ему задание — снять фото или видео резонансного события в шаговой доступности, после чего отправить в редакцию и после модерации получить денежный гонорар на счёт своего мобильного телефона. Руководство канала LifeNews планировало тратить на выплаты пользователям приложения около 10 млн рублей в год.
4 февраля 2014 года стало известно, что принадлежащий государству «Ростелеком» собирается заключить договор на размещение рекламы на телеканале LifeNews с февраля 2014 до конца 2016 года на сумму 191,5 млн рублей. По словам президента «Ростелекома» Сергея Калугина, были планы приобрести долю в самом телеканале, но сделка не состоялась.
Телеканал смог не подпасть под запрет размещать рекламу на платных каналах с 2015 года, введённый после принятия поправок депутата Государственной думы Игоря Зотова к закону «О рекламе». Сделано это было благодаря переоформлению в конце июля лицензии на право вещания на эфирных частотах в нескольких городах (получена 22 февраля 2012 года). По версии Роскомнадзора, телеканал считается бесплатным, если в лицензии указана хотя бы одна региональная частота. При этом выданная «Медиа контенту» за две недели до этого лицензия № 20020 была универсальной, и позволяла распространять телеканал LifeNews на территории всей России через кабель и спутник, но не предусматривала возможности наземного эфирного вещания в лицензии не значилась ни одна частота. Лицензии на наземное эфирное телевещание оформлялись в заявительном порядке, и считались неликвидным активом. При этом LifeNews получил лицензию уже после того, как Роскомнадзор запретил их выдачу под предлогом того, что их выдача тормозила развитие цифрового ТВ.
24 июля 2014 года Национальный совет Украины по вопросам телевидения и радиовещания объявил, что содержание программ телеканалов «Первый канал. Всемирная сеть» (Первый канал), «РТР-Планета» (Россия-1), «НТВ Мир» (НТВ), «РЕН ТВ», «Пятый канал», «ТВ Центр», «ТНТ», «Звезда», «РБК», «RT», «Россия-24», «LifeNews», «CNN» не соответствует требованиям Европейской конвенции о транснациональном телевидении и ч. 1 ст. 42 закона Украины «О телевидении и радиовещании», тем самым запретив их трансляцию на территории Украины.
В сентябре 2014 года видеоканал LifeNews на хостинге YouTube был заблокирован администрацией сервиса из-за подачи третьими сторонами жалоб о нарушении авторских прав. Телеканалом было куплено видео с видеорегистратора на условиях «эксклюзивности», после чего организация, которой тоже было продано это видео, подали жалобы на LifeNews. Телеканал LifeNews написал контржалобу, чтобы их аккаунт разблокировали.
17 декабря 2014 года главный редактор LifeNews Анатолий Сулейманов подтвердил масштабное увольнение сотрудников (штат сократится с 480 до 410 человек) до 1 января 2015 года в рамках оптимизации, проводимой холдингом News Media.
По данным информационно-аналитической системы «Медиалогия», телеканал LifeNews в 2014 году стал самым цитируемым в России.
5 октября 2015 года в Санкт-Петербурге начал вещание региональный информационный телеканал «Life78» («LifeNews 78»), созданный на базе телеканала «100ТВ».
18 апреля 2016 года канал изменил название на Life, а также логотип и графическое оформление. Был запущен сайт мультимедийной службы Life.ru. В него вошли новостной портал, радиостанция «Русская служба новостей» (позже — «Life Звук») и круглосуточный новостной телеканал «Life» (ранее — «LifeNews»).
15 мая 2016 года главным редактором был назначен Илья Мелехин.
26 сентября 2016 года телеканал перешёл на новую концепцию вещания с дополненной реальностью. В октябре было объявлено о планах постепенного отказа от вещания в кабельных сетях и перехода на интернет-вещание, что объяснялось старением телевизионной аудитории.

6 декабря 2016 стало известно, что Life откажется от ведущих новостей в кадре, об этом сообщил первый заместитель главы холдинга News Media Анатолий Сулейманов. 20 декабря Life отказался от ведущих:
«Мы отказываемся от ведущих новостных программ — они останутся только в программах в формате story, а в новостных программах будут читать новости за кадром. Это будет или с начала года, или с февраля, — сообщил RNS Сулейманов. — Для людей сейчас, особенно для молодежи, нет особой разницы, кто им читает новости. У молодой аудитории уже не будет такой классической звезды в новостях, какой была и есть для их мам и дедушек та же Екатерина Андреева, они не воспринимают её таким образом. Именно в новостях, а не если мы говорим про какую-то итоговую, авторскую программу. Звезд-ведущих уже никаких давно нет».
14 апреля 2017 года должность главного редактора заняла Светлана Левинтас.
18 августа 2017 года телеканал Life прекратил вещание и объявил о своём закрытии. Согласно стратегии холдинга News Media вместо эфирного телевещания дальнейшее развитие получат потоковые трансляции в Интернете и в социальных сетях.
В марте 2020 года телеканал возобновил вещание, правда только в интернете, а именно на сайте и в социальных сетях канала (Вконтакте и Ютуб). Эфир канала помимо новостей наполнились еще различными социальными программами, ток-шоу, интервью.

### Радиостанция «Life Звук» (2013—2017)
1 июля 2013 года владелец Life Арам Габрелянов стал генеральным директором радиостанции «Русская служба новостей» (РСН), существующей с 2001 года. 4 июля 2016 года РСН была переименована в «Life Звук» в рамках реорганизации бренда Life. С 10 января по 13 августа 2017 года в эфире радиостанции звучала аудиодорожка телеканала Life. С 14 августа 2017 года вещание радиостанции прекращено.

## Задержания журналистов

### Украина
Утром 25 апреля 2014 года в Донецке были задержаны сотрудники телеканала LifeNews — журналист Юлия Шустрая и оператор Михаил Пудовкин, и доставлены в главное управление Службы безопасности Украины (СБУ) по Донецкой области. Позже Юлия Шустрая вышла на связь с редакцией и рассказала о том, как их захватили вооружённые люди в масках: 

«Мы выполняли редакционное задание — ехали на интервью. На ночь мы остановились в домике на базе отдыха под Донецком. Утром в дом ворвались люди с оружием. Они были в масках и без опознавательных знаков. Оператора уложили лицом в пол. „Топаза“ (Игната Кромского — героя планируемого интервью) тоже положили на пол очень жёстко. У нас забрали технику и телефоны. Затем нас вывезли на машине вместе с сотрудниками СБУ. Они заявили, что наше нахождение на территории Украины угрожает её целостности и безопасности.»
По данным СБУ, в тот день в Донецке журналистам Шустрой и Пудовкину были предъявлены решение о необходимости принудительного возвращения в Россию и уведомление о запрете на въезд на Украину сроком на 3 года на основании обвинения их в том, что они «распространяли предвзятую информацию», «способствовали усилению напряжения в обществе и сепаратистских настроений, а также оправдывали противоправные действия сепаратистов, направленные на посягательство на территориальную целостность Украины». Их сопроводили до пункта пропуска «Успенка» украинско-российской границы и передали сотрудникам пограничной службы РФ.
18 мая 2014 года генеральный директор телеканала LifeNews Ашот Габрелянов сообщил о пропаже «во время выполнения редакционного задания по освещению событий на юго-востоке Украины» двух сотрудников телеканала, работающих «законно и в соответствии с международными нормами» под городом Краматорском Донецкой области — корреспондента Олега Сидякина и оператора Марата Сайченко. В последний раз они выходили на связь с редакцией в 13 часов 50 минут (по московскому времени), когда Олег Сидякин успел написать SMS-сообщение, в котором сообщил о задержании. В этот же день Габрелянов обратился с официальным заявлением к министру иностранных дел Российской Федерации Сергею Лаврову с просьбой «оказать содействие в освобождении корреспондентов российского телеканала». 
Вечером того же дня Минобороны Украины подтвердило факт задержания двух российских журналистов и опубликовало фото- и видео-доказательства их задержания военными Национальной гвардии Украины. На фото видно, что журналисты сидят на скамейке со связанными за спиной руками, на заднем плане стоят военные. Место было похоже на воинскую часть; местные жители опознали на фото территорию военного аэродрома под Краматорском. По словам заместителя секретаря Совета национальной безопасности и обороны Украины Виктории Сюмар, у задержанных журналистов нашли переносной зенитный ракетный комплекс (ПЗРК) и видеодоказательства их сотрудничества с сепаратистами, планировавшими обстрел военного аэродрома. По словам советника министра внутренних дел Антона Геращенко, фактически журналисты целенаправленно снимали, как террористы убивают украинских военных и информировали тех о передвижении украинских сил. Отдельно он отметил, что работа представителей СМИ в принципе должна была вестись только с разрешения руководства АТО (чего сделано не было).
19 мая представитель ОБСЕ по вопросам свободы СМИ Дуня Миятович направила главе МВД Украины Арсену Авакову письмо с требованием освободить задержанных журналистов.
21 мая украинские СМИ опубликовали видео допроса Марата Сайченко. В ходе видео Сайченко заявил, что они прибыли в аэропорт Борисполь 10 мая 2014 года «для выполнения журналистской деятельности», но скрыли цель визита при прохождении границы (что подтвердила редакция LifeNews), оставив в Москве все удостоверяющие их профессиональную принадлежность документы, и заявляли о том, что прибыли на концерт. Из Киева они приехали в Донецк (где получили у представителей ДНР разрешение на ведение журналистской деятельности по освещению референдума), после чего прибыли в Краматорск, где их и задержали.
В ночь на 25 мая 2014 года, в результате сложных многодневных переговоров (при участии главы Чечни Рамзана Кадырова по поручению президента России Владимира Путина) оба журналиста были освобождены из украинского плена. По словам Кадырова, заслуги ООН или ОБСЕ в этом не было, а договориться об освобождении удалось через украинских чеченцев, в частности, постоянного представителя Кадырова в Киеве Рамзана Сусулаева. Он помог выйти на руководство Украины, и пленников, пусть и не сразу, но передали российской стороне. Из Киева их привезли в Грозный, откуда они вылетели в Москву.
По прибытии в редакцию телеканала LifeNews в день своего освобождения журналисты Олег Сидякин (уроженец города Грозного) и Марат Сайченко провели пресс-конференцию, на которой рассказали новую версию хода задержания и условий содержания в плену. По их словам, во время их ареста под Краматорском украинские силовики обращались с ними неоправданно жестоко: подбросили им ПЗРК (корреспонденты утверждали, что на момент задержания не знали, что это такое), отобрали в качестве трофеев служебное оборудование, ноутбуки, телефоны и деньги, без предъявления официальных обвинений поставили на колени, связали руки, надели на голову мешки и увезли. Затем их бросили в яму со связанными руками и ногами, где они должны были сидеть на коленях и не шевелиться — иначе в них бросали камни или били. Утверждалось, что в день задержания воду им дали первый раз только ночью, а еду — только через двое суток; после ночи в яме их погрузили в металлический короб и перевезли в Киев, где четыре дня продержали в небольшой сырой камере, периодически допрашивая. На допросах пытались выбить из них признания, избивали и угрожали расстрелом. С их слов, своего местоположения они не знали, им не было позволено связаться с адвокатами или родственниками.
28 мая 2014 года Президент Российской Федерации Владимир Путин подписал указ о награждении орденами Мужества журналистов LifeNews Марата Сайченко и Олега Сидякина и внештатного журналиста видеоагентства «RT Ruptly» Фёдора Завалейкова «за мужество и отвагу, проявленные при исполнении профессионального долга». Завалейков был тяжёло ранен во время боёв в Мариуполе 9 мая 2014 года; он получил пулевое ранение в брюшную полость, перебегая улицу при исполнении служебных обязанностей, был срочно оперирован в госпитале Мариуполя, а затем эвакуирован в Москву, где ему сделали вторую операцию.
11 июня 2014 года Олег Сидякин и Марат Сайченко выступили на 26-й сессии по правам человека в Европейском отделении Организации Объединённых Наций (ООН), где заседали представители 194-х стран. Во Дворце Наций в Женеве они представили доклад на тему «Безопасность журналистов», целью которого было привлечение внимания мирового сообщества к проблеме объективности освещения западными СМИ событий на востоке Украины. Сидякин и Сайченко продемонстрировали участникам сессии свои фото- и видеоматериалы с целью заявить о жестокостях войны на юго-востоке Украины, свидетелями и жертвами которых они стали. Журналисты рассказали версию своего задержания украинскими силовиками по подозрению в пособничестве терроризму, о бесчеловечных условиях содержания в плену, о нарушении прав человека на Украине, где украинские власти осуществляли «антитеррористическую операцию».
В 2015 году о своём участии в вооружённом сопровождении журналистов LifeNews заявил русский неофашист Иван Катанаев, комментируя фронтовую фотографию, на которой он позировал в окопе в военной форме и с автоматической винтовкой.

### Россия
В августе 2022 года публиковавшаяся на сайте журналистка и администратор Telegram-канала «Адские бабки» Александра Баязитова была задержана по статье за вымогательство. Официально фабула дела не раскрывалась, но провластный Telegram-канал «ВЧК-ОГПУ» поставил задержание Баязитовой в ряд с серией задержаний администраторов Telegram-каналов «Сканер», Riddle и «Финансовый караульный», которые якобы входили в одну сеть и занимались дискредитацией российского ВПК, финансовой и политической системы, а дело о вымогательстве (в виде платных «блоков» на негатив) якобы связано с «Ростехом».
Согласно обвинению, у каждой из обвиняемых был свой канал финансово-экономической направленности: «Адские бабки» у Александры Баязитовой, «Финансовый караульный» у Ольги Архаровой и «Небрехня» у Инны Чуриловой, который она потом продала. Баязитова выполняла функции корреспондента и главного редактора, менеджеры Архарова и Чурилова подыскивали клиентов, готовых оплатить заложенную в публикации скрытую рекламу или антирекламу. С 2019 года обвиняемые начали разыскивать компромат на бизнесменов и банкиров, а их клиенты стали оплачивать так называемые блоки, гарантирующие неупоминание каналом той или иной персоны либо компании.
Зимой 2022 года главред «Адских бабок» и «Финансового караульного» Баязитова заинтересовалась биографией старшего вице-президента ПСБ Александра Ушакова, которого в 2006 году приговорили к 4,5 года тюрьмы и штрафу в 550 тыс. рублей за незаконную банковскую деятельность и подделку документов, но позднее суд погасил судимость. Чурилова и Баязитова договорились о снятии с канала двух уже написанных заметок за 70 тыс. рублей и установке месячного блока на Ушакова за 350 тыс. рублей. В июле помощнице банкира напомнили о скором окончании срока блокировки и предложили продлить договор на тех же условиях — и снизить цену до 300 тыс. рублей. В этот же день банкир обратился с заявлением в УВД Юго-Восточного округа Москвы. На допросах обвиняемые дали подробные показания, подчеркнула защита. Заявления Инны Чуриловой и Ольги Архаровой о признании вины, прозвучавшие на процессе в Кузьминском райсуде, адвокат Федулова назвала следствием их правовой безграмотности.
В ноябре 2023 года Александру Баязитову приговорили к пяти годам лишения свободы. 

## Критика
Олег Кашин оценивает издание как интернет-таблоид, который «регулярно, по сговору или добровольно, под видом защиты общественных интересов отстаивает интересы не общества, а власти».
В конце ноября 2014 года телеканал подвергся критике из-за поведения собственного корреспондента Юлии Ивановой, предлагавшей врачу вознаграждение за эксклюзивную информацию в случае смерти 87-летнего режиссёра Эльдара Рязанова.

### «Визитка Яроша»
В одном из прямых репортажей из зоны боевых действий на Донбассе журналистка LifeNews Эрмина Котанджян показала кадры, на которых были запечатлены вещи и документы погибшего бойца Михаила Станиславенко, воевавшего на стороне официальной Украины. Среди вещей была показана «визитка Яроша», найденная у погибшего. Целый ряд украинских СМИ и некоторые западные, в частности, Русской службой Би-би-си, обвинили LifeNews во лжи, назвав визитку выдумкой телеканала. Сюжет LifeNews о «визитке Яроша» породил в Интернете большое количество пародий.
Позднее Дмитрий Ярош в интервью Украинской службе Би-би-си заявил, что его «первый бой был на Пасху, 20 апреля, под Славянском». А 23 апреля 2016 года он подтвердил, что среди найденных вещей у убитого бойца Михаила Станиславенко была «визитка Яроша». Он добавил, что Станиславенко не был бойцом «Правого сектора», а был водителем-добровольцем, помогавшим бойцам этой организации. А «визитку Яроша», которые Ярош приказал своим бойцам оставить дома, Станиславенко решил взять с собой на память.
«Мне больно, что тело Михаила Станиславенко забрать под огнём не удалось. У него действительно были документы и моя визитка. Все оставили документы и собственные вещи, а он не был нашим бойцом, поэтому он, несмотря на приказ, оставил визитку на память себе».

### Разбитая камера
В марте 2012 года Ашот Габрелянов выдвигает обвинения Ксении Собчак и Антону Красовскому в связи с избиением журналиста редакции LifeNews и порче фотокамеры. Инцидент произошёл в ресторане Твербуль.
Журналист нашего медиахолдинга «iNews» Настя Коновалова, задыхаясь, только и успевала выкрикивать мне по мобильному: «Тут Собчак…нас бьют…отобрали флешку…сломали камеру»
Ксения Собчак объяснила ситуацию, сказав, что журналисты LifeNews, действуя незаконно, записали частный разговор между ней и теми людьми, кто находился с ней за столом в ресторане.
По словам Анастасии Коноваловой, Ксения Собчак, Илья Яшин и Анастасия Огневая нанесли ей побои, а фотокорреспонденту сломали камеру и забрали флеш-карту. Позже МВД подтвердило информацию о побоях, которые зафиксировали медэксперты.
10 августа полиция Москвы направила в суд уголовное дело, в котором обвиняемым выступал Антон Красовский. В официальном заявлении говорилось о нарушении ч.1 ст.167 («Умышленное уничтожение или повреждение имущества») УК РФ. Ущерб, причиненный порчей фотокамеры, был оценен в более чем 87 тыс. рублей.

### Депутат в нацистской форме
В 2011 году LifeNews опубликовал снимки со свадьбы Олега Пахолкова где депутат Государственной думы от «Справедливой России» Олег Михеев, по версии LifeNews, находился в форме адмирала Вильгельма Канариса. Михеев подал иск к Араму Габрелянову, с требованием признать фотографии поддельными. Однако эксперты не обнаружили фактов ретуши или фотомонтажа, на основании чего суд отказал Михееву в иске. В свою очередь Габрелянов подал иск к Михееву за то, что тот назвал в эфире РЕН ТВ владельца LifeNews негодяем; суд удовлетворил требования Габрелянова.

### Приписывание чужих слов
В июне 2017 года издание приписало Льву Шлосбергу критику Алексея Навального, хотя в реальности эти слова были произнесены главным редактором псковского отделения радиостанции «Эхо Москвы», бравшего интервью у политика. При этом из середины исходной цитаты журналисты Life вырезали реплику самого журналиста.

### Статья о Навальном
18 августа 2017 года на сайте был опубликован материал Ильи Ухова Мишленовские похождения: как Навальный отдыхал в Руане, посвящённый отдыху политика во Франции. Сама статья содержала видеозапись с политиком и сообщения со ссылкой на «гражданских журналистов» о посещении многочисленных ресторанов, где Навальный общался со многими представителями российской бизнес- и политической элиты. Вскоре после этого Навальный в своём блоге сообщил, что искомое видео (которое там и опубликовал) было снято его женой Юлией и отправлено в это СМИ через специального человека, пожурил Life за обман читателей и себя самого (вместо обещанных за видео 50 000 руб. сайт заплатил только 10 000). Позже издание обвинило политика в провокации с целью дискредитировать таким образом все предыдущие публикации. Навальный обратился в суд с иском к LIFE о взыскании 50 000 рублей, но Савёловский районный суд г. Москвы отклонил иск, признав сделку мнимой.

## Награды и премии

### Интернет-издание LifeNews.ru
- Татьяна Тютюнник — корреспондент интернет-издания LifeNews.ru — благодарность Президента Российской Федерации за активное участие в работе по информационному обеспечению освещения грузино-осетинского конфликта, проявленные при этом самоотверженность и высокий профессионализм[86].

### Телеканал LifeNews
- Победитель в номинации «Эфирный комплекс года» в рамках выставки телевизионных технологий «IBC 2013» в Амстердаме[87].
- Лауреат премии «Золотой луч—2013» в номинации «Телеканалы: информация и публицистика»[88].
- Победитель зрительского голосования национальной премии в области многоканального цифрового телевидения «Большая Цифра—2014» в номинации «Информационно-деловой телеканал»[89][90].
- Медаль ордена «За заслуги перед Отечеством» I степени генеральному директору телеканала Ашоту Габрелянову и Орден Почёта генеральному директору холдинга Араму Габрелянову (Указ Президента РФ от 22 апреля 2014 года № 269 — официально не опубликован) — за высокий профессионализм и объективность в освещении событий в Республике Крым[91].
- Орден Мужества корреспонденту Олегу Сидякину и оператору Марату Сайченко (Указ Президента РФ от 28 мая 2014 года № 365) — за мужество и отвагу, проявленные при исполнении профессионального долга[92][93].
- Специальный приз «ТЭФИ—2014» «За профессионализм и мужество при исполнении журналистского долга» корреспонденту Олегу Сидякину и оператору Марату Сайченко[94].
- Лауреат премии «Золотой луч—2014» в номинации «Телевидение в интернете»[95].
- Победитель зрительского голосования национальной премии в области многоканального цифрового телевидения «Большая Цифра—2015» в номинации «Информационно-деловой телеканал»[96].
- Победитель зрительского голосования национальной премии в области многоканального цифрового телевидения «Большая Цифра—2016» в номинации «Информационно-деловой телеканал»[97].

### LifeCorr
В 2015 году приложение LifeNews (ныне LifeCorr) признано лучшим в номинации «Средства массовой информации» на саммите в области ИТ — Международного конгресса по вопросам развития мобильного контента и технологий.